# Нескорені
Нескорені — часопис Львівської обласної Спілки політичних в'язнів України.
Реєстраційне свідоцтво ЛВ № 165 від 23.06.1994 р.
Перший номер часопису побачив світ 20 квітня 1991 року. Після обрання 6 жовтня 1991 року нової редколегії на чолі з Ярославом Малицьким часопис виходить регулярно щомісяця. Тираж — 2000 примірників.
Редактор — Володимир Горовий.
Адреса редакції: 79000 м. Львів, вул. Стефаника, 10.

## Вміст
Часопис висвітлює історію визвольної боротьби за відродження Української держави, друкує спогади політв'язнів, розміщує звернення до влади, до Президента України, до закордонних представництв та урядів інших держав, публікує статті на актуальні теми сьогодення, подає інформацію про життя і проблеми політв'язнів і репресованих в Україні.
Часопис «Нескорені» займає особливу роль в роботі Спілки політичних в'язнів в контексті збереження історичної пам'яті щодо визвольної боротьби за відродження Української держави та відновлення історичної правди, реабілітації політв'язнів та репресованих.